# Шуя (река, впадает в Белое море)
Шуя — река в России. Протекает в Республике Карелия по территории Беломорского района в северо-восточном направлении. Длина реки — 85 км, площадь водосборного бассейна — 938 км².

## Течение
Вытекает из северной части озера Шуезеро на высоте 104 м над уровнем моря, в 5 км от деревни Шуезеро. В нижнем течении пересекается линией железной дороги Санкт-Петербург — Мурманск. Впадает в Шуерецкую губу Белого моря на Поморском берегу ниже села Шуерецкого.

## Гидрология
По данным наблюдений с 1935 по 1988 год среднегодовой расход воды в районе села (5,8 км от устья) составляет 8,22 м³/с, наибольший (33,17 м³/с) приходится на май.

## Бассейн

### Притоки
(расстояние от устья)
- 13 км — Кенишручей (пр)
- 14 км — река Олонга (лв)

### Озёра
Шуя протекает через озёра:
- Машколампи
- Кузькозеро
- Кипозеро

К бассейну Шуи также относятся озера: Пертозеро и Лебери.

## Данные водного реестра
По данным государственного водного реестра России:
- бассейновый округ — Баренцево-Беломорский;
- речной бассейн — бассейны рек Кольского полуострова и Карелии, впадающих в Белое море;
- водохозяйственный участок — реки бассейна Онежской губы от южной границы бассейна реки Кеми до западной границы бассейна реки Унежмы без реки Нижний Выг.